# Bellator 243
Bellator 243: Chandler vs. Henderson 2 è stato un evento di arti marziali miste tenuto dalla Bellator MMA il 7 agosto 2020 al Mohegan Sun Arena di Uncasville negli Stati Uniti.

## Risultati
|                  | Divisione             |                  |           |                    | Metodo                                      | Round     | Tempo     | Premio    |
| Main Card        | Main Card             | Main Card        | Main Card | Main Card          | Main Card                                   | Main Card | Main Card | Main Card |
| ---------------- | --------------------- | ---------------- | --------- | ------------------ | ------------------------------------------- | --------- | --------- | --------- |
|                  | Pesi leggeri          | Michael Chandler | batte     | Benson Henderson   | KO (pugni)                                  | 1         | 2:09      |           |
|                  | Pesi massimi          | Timothy Johnson  | batte     | Matt Mitrione      | KO tecnico (pugni)                          | 1         | 3:14      |           |
|                  | Pesi leggeri          | Myles Jury       | batte     | Georgi Karakhanyan | Decisione non unanime (27-30, 30-27, 29-28) | 3         | 5:00      |           |
|                  | Catchweight (175 lbs) | Sabah Homasi     | batte     | Curtis Millender   | Decisione unanime (29-28, 29-28, 29-28)     | 3         | 5:00      |           |
| Card Preliminare |                       |                  |           |                    |                                             |           |           |           |
|                  | Catchweight (150 lbs) | Adam Borics      | batte     | Mike Hamel         | Decisione non unanime (29-28, 28-29, 29-28) | 3         | 5:00      |           |
|                  | Pesi piuma            | Cris Lencioni    | batte     | AJ Agazarm         | Decisione unanime (30-26, 30-27, 29-28)     | 3         | 5:00      |           |
|                  | Pesi mosca femminili  | Valerie Loureda  | batte     | Tara Graff         | KO tecnico (pugni)                          | 2         | 5:00      |           |
|                  | Pesi mediomassimi     | Grant Neal       | batte     | Hamza Salim        | Decisione unanime (30-26, 30-27, 30-24)     | 3         | 5:00      |           |
|                  | Pesi leggeri          | Charlie Campbell | batte     | Nainoa Dung        | KO tecnico (calci alle gambe)               | 2         | 1:42      |           |
|                  | Pesi leggeri          | Dalton Rosta     | batte     | Mark Gardner       | KO tecnico (stop medico)                    | 1         | 5:00      |           |